# Булавина, Дарья Игоревна
Дарья Игоревна Булавина (род. 17 февраля 1998 года, Белгород) — российская спортменка-стрелок. Чемпионка и бронзовый призёр Сурдлимпийских игр 2017 года. Бронзовый призёр чемпионата мира 2016 года. Чемпионка Европы 2015 года. Заслуженный мастер спорта России (2018).

## Биография
Дарья Игоревна Булавина родилась 17 февраля 1998 года в Белгороде. Окончила белгородскую школу-интернат № 23. Тренируется в спортивной школе олимпийского резерва «Спартак» под руководством Олеси Сергеевны Тарасовой.
В феврале 2017 года была удостоена звания «Мастер спорта России международного класса».
В 2017 году на Сурдлимпийских играх в Самсуне победила в стрельбе из винтовки из положения лёжа с 50 метров и стала бронзовым призёром в стрельбе из винтовки из трёх положений.
В феврале 2018 года за эти достижения была удостоена звания «Заслуженный мастер спорта России».